# Брунсвигия
Брунсвигия (англ. Brunsvigia) — род травянистых растений семейства Амариллисовые (Amaryllidaceae), естественно произрастающий на территории Южной Африки.

## Название
Род назван в честь герцога Брауншвейг-Вольфенбюттеля Карла I.

## Ботаническое описание[2]
Представители рода принадлежат к луковичным травам с опадающими листьями. Луковицы имеют диаметр от 20 до 200 мм и могут быть как подземными, так и открытыми. Внешние оболочки луковицы бывают пергаментными или хрящевыми, образуя растяжимые волокна при разрыве. Листья (2-6, иногда до 20) присутствуют во время или после цветения. Они двудольные, полупрямостоящие или прижатые к земле, от продолговатых до язычковых. Поверхность листьев может быть гладкой. Край листа обычно приподнят, часто окаймлен короткими ветвистыми ресничками.

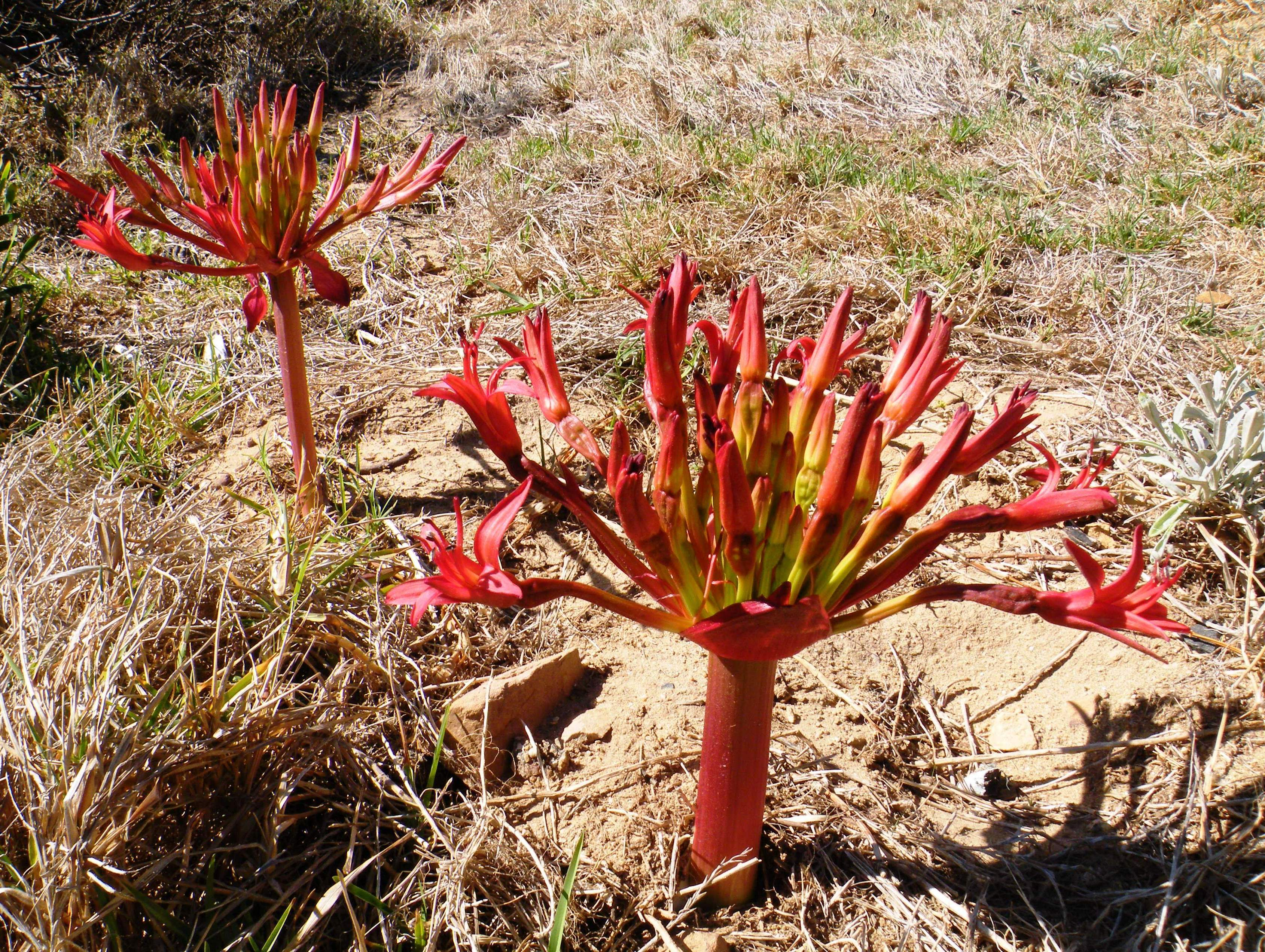
Brunsvigia orientalis, ЮАР

Соцветие состоит из 20-40 (иногда до 80) цветков и формирует +/- полусферическую головку диаметром 50-80 мм. Черешок сильно сжат, твердый, длиной 30-600 мм, и опадает на уровне земли для распространения семян. Створки продолговато-ланцетные, кожистые или бумажные. Цветки с разнообразной формой от широко расклешенных до неправильно воронковидных. Окраска цветков может быть розовой, красной или реже белой. Цветоножки, по крайней мере у плодов, значительно длиннее перигона или иногда достигают его длины.
Листья околоцветника базально срастаются в короткую трубку, а их сегменты могут быть от узко до широко продолговато-ланцетных, загнутых или плоских. Тычинки расположены у основания околоцветника, +/- опущенные, редко прямостоячие, +/- равные. Нити тычинок нитевидные, собранные в кластеры, в основании коротко сросшиеся, иногда с боковыми придатками. Пыльники расположены тыльно. Пыльца двубороздчатая с шиповидной экзиной. Завязь может иметь шаровидную или коническую форму; семязачатки 3-10 в локуле. Рыльце трехлопастное.

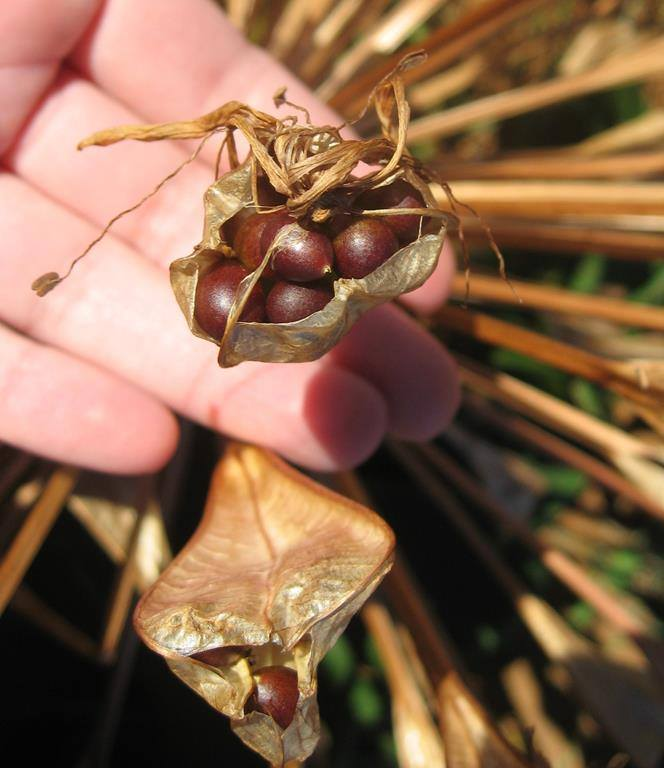
Мясистые семена в коробочке, Brunsvigia bosmaniae

Плод — коробочка, большая, вздутая, локулицидная, иногда веретенообразная или треугольная, суженная к основанию, трехреберная, с заметным поперечным жилкованием. Семена мясистые, яйцевидные, диаметром 5-10 мм, красновато-зеленые. 
Хромосомное число х = 11.

## Распространение и экология[3]

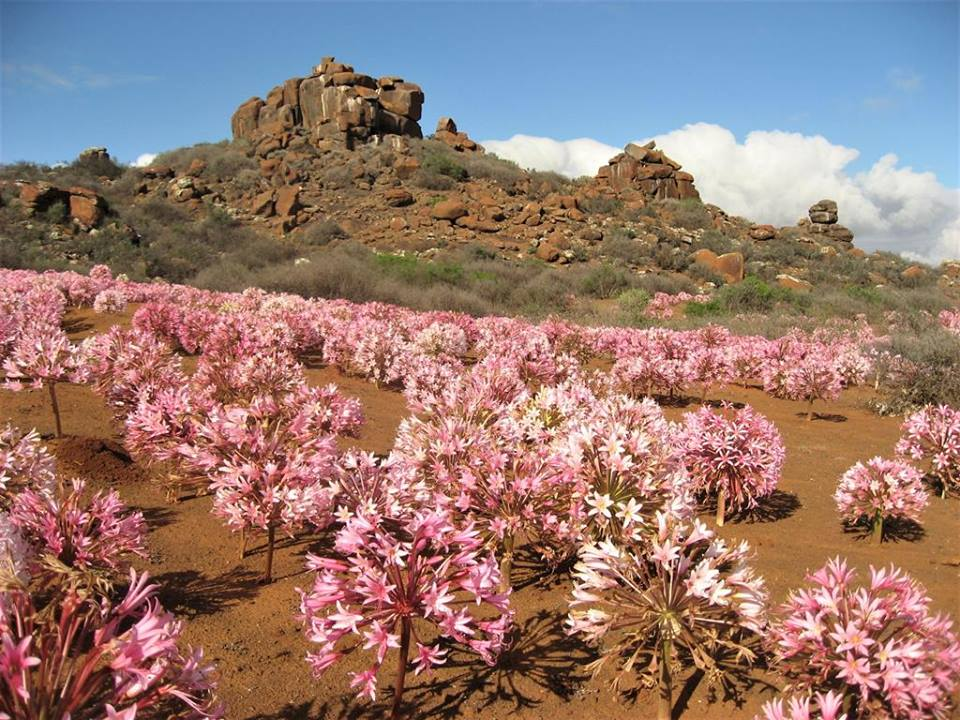
Brunsvigia bosmaniae, ЮАР

Брунсвигия широко распространена на юге Африки (Ботсвана, Лесото, Малави, Намибия, Эсватини, Танзания, ЮАР), преимущественно в полузасушливых районах. Более половины видов обитают в регионах с зимними дождями, но несколько видов также встречаются в областях летних осадков.
Виды варьируют от побережья до внутренних склонов. Некоторые предпочитают определенные субстраты, такие как кварцитовые жилы, обнажения доломита, полосы сланцев и песчаные равнины. Лишь немногие из них занимают сезонно влажные депрессии, главным образом в восточной части региона с летними осадками. Большинство видов широко распространены, но небольшое количество (B. elandsmontana, B. herrei, B. namaquana, B. pulchra, B. radula, B. striata и B. undulata) в природе встречаются редко.
Цветущие головки эффективно привлекают опылителей и рассеивают семена. Экология опыления этого рода в целом плохо изучена, несмотря на то, что есть информация о различных стратегиях опыления видов, произрастающих в зимние дожди. В сумерках совки опыляют трубчатые розовые цветки B. bosmaniae. Днем крупные бурые бабочки Aeropetes tulbaghia, посещают ярко-красные цветочные гроздья B. marginata. В дневное время посещают цветы нектарницы, питающиеся нектаром красных, несколько трубчатых цветков B. josephinae, B.litoralis и B. orientalis.
После высыхания легкие сферические плодовые коробочки отрываются от луковицы. Коробочки многих видов имеют треугольную форму, напоминающую маленьких воздушных змеев, что позволяет головам кувыркаться по земле под воздействием ветра. В этот момент коробочки раскрываются, разбрасывая семена.

## Таксономия

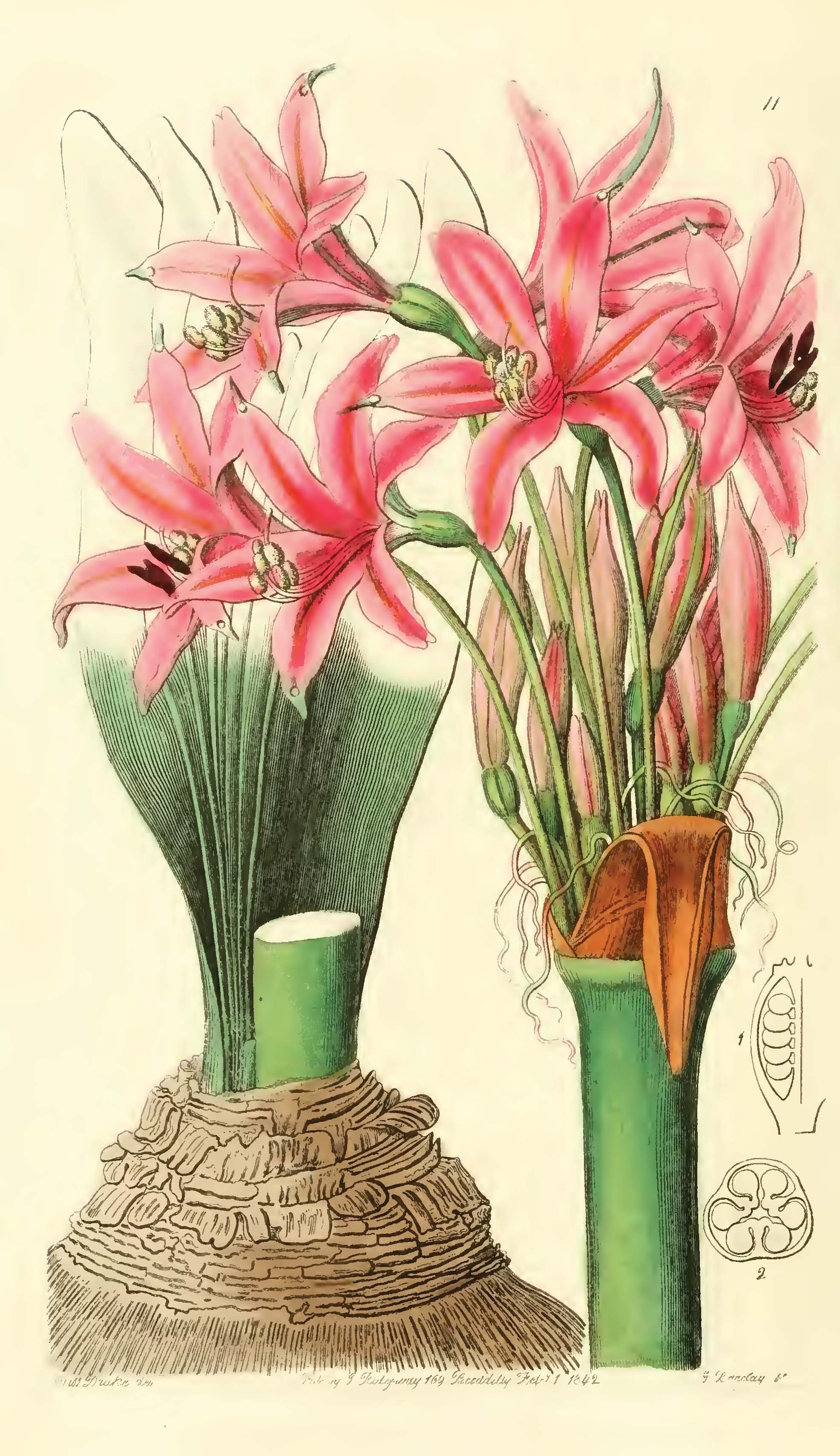
Ботаническая иллюстрация Brunsvigia grandiflora (син. Brunsvigia slateriana)

Brunsvigia Heist., первое упоминание в Beschr. Neu. Geschl. : 3 (1755).

### Виды
Согласно данным сайта WFO Plantlist на июнь 2023 года, род состоит из 19 видов:
- Brunsvigia bosmaniae F.M.Leight.
- Brunsvigia comptonii W.F.Barker
- Brunsvigia elandsmontana Snijman
- Brunsvigia gariepensis Snijman
- Brunsvigia grandiflora Lindl.
- Brunsvigia gregaria R.A.Dyer
- Brunsvigia × herrei F.M.Leight. ex W.F.Barker (гибрид)
- Brunsvigia josephinae Ker-Gawl.
- Brunsvigia kirkii Baker
- Brunsvigia litoralis R.A.Dyer
- Brunsvigia marginata (Jacq.) W.T.Aiton
- Brunsvigia namaquana D.Müll.-Doblies & U.Müll.-Doblies
- Brunsvigia natalensis Baker
- Brunsvigia nervosa (Poir.)
- Brunsvigia orientalis Ait. ex Eckl.
- Brunsvigia pulchra (W.F.Barker) D.Müll.-Doblies & U.Müll.-Doblies
- Brunsvigia radula W.T.Aiton
- Brunsvigia radulosa Herb.
- Brunsvigia undulata F.M.Leight.

## Применение
Настои из луковиц используются в лечебных целях. Однако, как и все растения семейства амариллисовых, брунсвигии содержат алкалоиды, которые могут быть чрезвычайно токсичными.